# Emil Molin (ishockeyspelare)
Emil Molin, född 3 februari 1993 i Gävle, är en svensk ishockeyspelare. Han är son till ishockeytränaren och den före detta professionella ishockeyspelaren Ove Molin. Han visar just nu vägen för Brynäs IF i Play out-serien mot HV71 med mål i alla matcher och kan bli den starka orsaken till att Brynäs håller sig kvar i Svenska Hockeyligan (SHL).